# Петровский, Даниил Иванович
Даниил Иванович Петровский (1893, село Батурин Черниговской губернии, теперь город Бахмачского района Черниговской области — 8 апреля 1938) — советский государственный и партийный деятель. Кандидат в члены ЦК КП(б)У в июне 1930 — январе 1932 г. Член ЦК КП(б)У в январе 1932 — январе 1937 г. Член ВУЦИК.

## Биография
Служил в российской армии.
Член РКП(б) с апреля 1917 года.
Арестовывался за революционную деятельность в июле 1917 года.
В 1917—1918 г. — председатель Конотопской чрезвычайной комиссии, председатель Конотопского военно-революционного комитета.
В феврале — мае 1920 г. — председатель Черниговского губернского исполнительного комитета.
В 1921 — 1929 г. — заместитель председателя Екатеринославского губернского исполнительного комитета, заместитель председателя Одесского губернского исполнительного комитета, постоянный представитель СНК Украинской ССР при СНК СССР.
В 1929 — август 1930 г. — торговый представитель СССР в Австрии.
В августе 1930 — 9 февраля 1932 г. — заместитель председателя СНК Украинской ССР.
9 февраля — 5 августа 1932 г. — председатель Организационного комитета Президиума ЦИК Украинской ССР по Днепропетровской области, 5 августа — 11 октября 1932 г. — председатель исполнительного комитета Днепропетровского областного совета.
31 октября 1932 — после 1934 г. — уполномоченный Народного комиссариата тяжелой промышленности СССР по Украинской ССР.
По июль 1937 г. — начальник Управления среднего машиностроения Народного комиссариата тяжелой промышленности СССР.
11 июля 1937 года арестован. 8 апреля 1938 года расстрелян.